# Pidonia longipalpalis
Pidonia longipalpalis es una especie de escarabajo longicornio del género Pidonia, tribu Rhagiini, subfamilia  Lepturinae. Fue descrita científicamente por Kuboki en 1985.

## Descripción
Mide 8,1-10,1 milímetros de longitud.

## Distribución
Se distribuye por China.